# András Béres
András Béres (Budapest, 20 luglio 1924 – 14 novembre 1993) è stato un allenatore di calcio ungherese, vincitore del campionato belga con l'Anderlecht nel 1967.

## Carriera
Da attaccante del Vasas vince un campionato ungherese (1957) e due Coppe Mitropa (1956 e 1957), superando Dukla Praga, Partizan e Rapid Vienna prima e First Vienna, Stella Rossa e Vojvodina poi. Finisce la carriera in Lussemburgo, dove vince un campionato da giocatore-allenatore e gioca la Coppa dei Campioni 1961-1962.
Dal 1962 al 1966 impressiona sulla panchina del Beerschot (è terzo nel 1965), venendo chiamato alla guida dell'Anderlecht. Vince il tredicesimo titolo nella storia bianco malva, l'anno dopo esce agli ottavi di Coppa Campioni con lo Sparta ČKD Praga. Tornato al Beerschot vince la Coppa del Belgio nel 1971. Nel 1978-1979 allena il Bruges: è sesto in campionato e raggiunge la finale di Coppa del Belgio, persa 1-0 contro la sua ex Beerschot.

## Palmarès

### Giocatore

#### Competizioni nazionali
- Campionato ungherese: 1

Vasas: 1957
- Campionato lussemburghese: 1

Spora Luxembourg: 1960-1961

#### Competizioni internazionali
- Coppa Mitropa: 2

Vasas: 1956, 1957

### Allenatore
- Campionato belga: 1

Anderlecht: 1966-1967
- Coppa del Belgio: 1

Beerschot: 1970-1971